# 彼得·克列诺夫
彼得·谢苗诺维奇·克列诺夫（俄语：Пётр Семёнович Клёнов，1894年2月21日（3月4日）—1942年2月23日），苏联军事人物。
1931年，参加苏联红军。曾担任苏联中将、波罗的海军区参谋长。1941年7月1日被解除职位；1941年7月11日被捕。1942年2月13日被判处死刑。